# Pugnello
Pugnello (Punjeło in veneto) è una frazione del comune di Arzignano, in provincia di Vicenza.
Si trova sulle ultime propaggini della dorsale destra del Chiampo, incastonato tra i comuni di Nogarole Vicentino ad ovest, di Trissino a nord e la frazione di Restena ad est.

## Storia
In origine il luogo era caratterizzato dalla presenza di un luogo di culto conosciuto come "chiesa del bosco", vista la collocazione posta su una collina prevalentemente boschiva. Questa antica memoria trova conferma nel testamento, datato 27 marzo 1559, di un certo Battista Fochesato e nel quale viene usata l'espressione: "S. Sebastianus a Buscho".
Le origini della vera e propria comunità risalgono probabilmente alla metà del XV secolo quando, grazie all'assegnazione dei cosiddetti masi (un'unità di misura locale che indicava un certo quantitativo di terreno incolto) fatta dall'allora sindaco di Arzignano Giuliano Serpe, vi si stabilirono i primi coloni, in parte di origine tedesca, arrivati nell'alta Valle del Chiampo già agli inizi del XIII secolo.
Il regolare ordinamento che oggigiorno presenta tale zona è infatti il frutto della faticosa opera di dissodamento praticata da queste antiche famiglie stabilitesi con l'investitura comunale.
Una leggenda narra che la comunità di Pugnello fu l'unica a sopravvivere alla peste del Cinquecento grazie alla sua lontananza dalla pianura, che invece subì notevoli perdite.

## Monumenti e luoghi d'interesse
- Chiesa parrocchiale dei Santi Sebastiano e Rocco: Titolata all'Esaltazione della Croce, e posta sotto la protezione dei santi Sebastiano e Rocco, la chiesa neoclassica di Pugnello è stata costruita a partire dal 1877 fino al 1881, per poi essere ultimata nel 1885. È stata consacrata il 7 settembre 1914 dall'allora vescovo di Vicenza Ferdinando Rodolfi.

La fondazione della prima chiesa del Pugnello risale invece alla prima metà del XVI secolo ed era intitolata anch'essa ai santi Sebastiano e Rocco, evidentemente invocati contro le epidemie di peste.
Tuttavia è presumibile che una piccola chiesetta campestre fosse già presente in quei luoghi agli inizi del XV secolo, e forse anche prima, costruita dai pastori dislocati nei boschi di Arzignano.